# Si me quieres escribir
Si me quieres escribir, también conocida como Ya sabes mi paradero y El frente de Gandesa, es una de las canciones de la guerra civil española más famosas y conocidas, compuesta durante la batalla del Ebro. Según Emilia Salas Viú, viuda de Rodolfo Halffter, el autor de la letra fue Emilio Prados.

## Contexto histórico
La melodía estaba basada en la letra de la canción "A la derecha va el tercio" del Tercio de Extranjeros durante la guerras del Rif, en el norte de Marruecos.[cita requerida]
Durante la Batalla del Ebro, la letra de la canción podía cambiar en función de la localización de los combates y de las unidades que se veían envueltas. El asedio de Gandesa, la voladura de puentes y pontones, y otros hechos de la batalla del Ebro aparecen mencionados tanto en esta canción como en "¡Ay Carmela!", otra canción también relacionada con esta batalla. Los ingenieros republicanos fueron capaces de reparar los pontones y puentes que eran bombardeados constantemente por la Legión Cóndor alemana y la Aviación Legionaria italiana, para así poder permitir a las fuerzas republicanas cruzar el río y mantener abierta la cadena de suministros. También aparece mencionada la 3.ª Brigada Mixta, una unidad republicana compuesta por carabineros que estuvo presente en el campo de batalla.
Los moros mencionados en varias ocasiones son las Regulares, las fuerzas de choque marroquíes del ejército franquista que estuvieron asaltando las posiciones republicanas en el frente de Gandesa durante meses.

## Versiones
En 1968, el compositor chileno Rolando Alarcón hizo una versión para su disco Canciones de la guerra civil española.
En 2013, el grupo argentino El Violinista del Amor & los Pibes que Miraban, realizan una versión para su disco "El violinista del amor y los pibes que miraban contra los fantasmas".
En 2022 la cantautora española Rozalén graba una versión para su disco "Matriz".
En 2023 el músico español José Riaza incluye una versión en su álbum en vivo "Tribulaciones del éxito relativo".

## Letra
| Si me quieres escribir ya sabes mi paradero Tercera Brigada Mixta, primera línea de fuego. Aunque me tiren el puente y también la pasarela me verás cruzar el Ebro en un barquito de vela. Si tú quieres comer bien, barato y de buena forma en el frente de batalla, allí tienen una fonda. En la entrada de la fonda hay un moro Mohamed que te dice, "pasa, pasa, ¿qué quieres para comer?" El primer plato que dan son granadas moledoras el segundo de metralla para recordar memorias |